# Cannabis en Suisse
La législation sur le cannabis en Suisse est passée d'une interdiction de consommation depuis 1975 à une législation progressivement plus tolérante.
La possession de moins de 10 grammes de cannabis n'est plus une infraction pénale depuis 2013 (plus amendées depuis 2017, mais la consommation est amendable),. En revanche, la possession d'une quantité plus importante, la commercialisation ou la culture sont interdites et constituent des infractions pénales.
En 2008, une initiative populaire pour légaliser le cannabis est rejetée. Certains cantons ont pendant un temps adopté une législation plus souple sur la culture, mais elle a depuis été annulée par le Tribunal fédéral.
Depuis 2011, l'État suisse fait la distinction entre le chanvre contenant moins de 1 % de THC, appelé « cannabis légal » ou « CBD » ; et le chanvre contenant plus de 1 % de THC qui est considéré comme un stupéfiant illégal (loi sur les stupéfiants).

## Contexte
Selon l'Office fédéral de la santé publique, le cannabis est la substance illégale la plus consommée en Suisse :
- En 2022, 10 % des jeunes âgés de 15 ans ont consommé du cannabis au cours des 30 derniers jours[4] (9 jeunes sur 10 n'en consomment pas).
- En 2022, 4 % de la population âgée de 15 à 64 ans a consommé du cannabis au cours des 30 derniers jours[5] (24 personnes sur 25 n'en consomment pas).

## Histoire

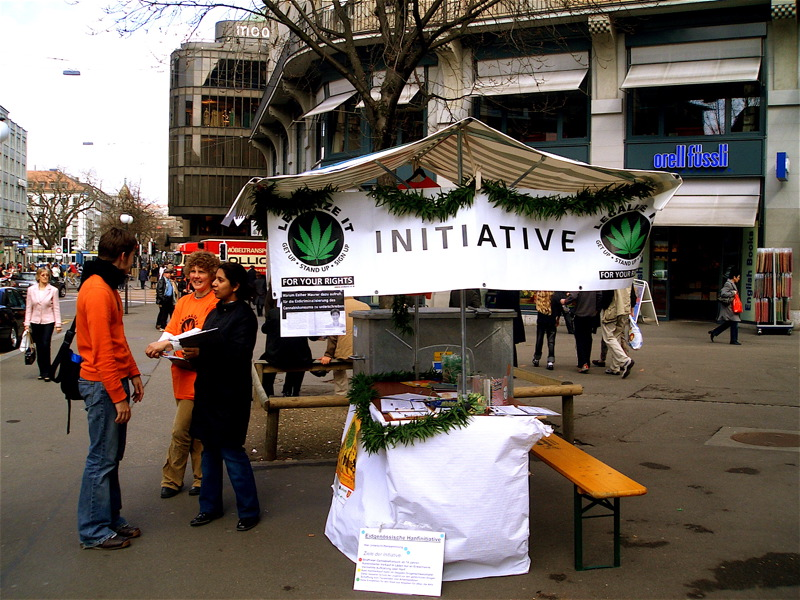

Le cannabis est inclus dans la loi sur les stupéfiants (qui interdit la production, la détention et le commerce de stupéfiants) depuis 1952.
En 1969, le Tribunal fédéral juge que la consommation de drogues est aussi punissable. La loi sur les stupéfiants est mise à jour en 1975 pour punir également la consommation

### Années 2000
Pour contrer le marché noir et avoir un plus grand contrôle sur une consommation croissante de cannabis, le gouvernement avait entamé des démarches au début des années 2000 afin d'établir une législation plus tolérante vis-à-vis du cannabis. Le Conseil des États était favorable à une légalisation partielle (vente aux personnes majeures, culture limitée, déclarations nécessaires auprès des autorités, etc.) mais le Conseil national s'opposa à deux reprises au projet. La révision de la loi fut ainsi définitivement repoussée le 14 juin 2004 par 102 voix contre 92.
En 2004, on comptait dans le pays environ 240 magasins fournissant des produits liés au cannabis (graines, matériel pour la culture, accessoires pour la consommation, etc.). À la limite de la légalité, certains ont été contraints de fermer. Relativement tolérantes dans les années 1990, les autorités ont cependant durci la répression dans certains contextes, en particulier la consommation à l'armée et dans les transports publics.[réf. nécessaire]
En 2008, l'initiative populaire « pour une politique raisonnable en matière de chanvre protégeant efficacement la jeunesse », visant à dépénaliser la consommation, la possession, la culture et l'achat de cannabis, est rejetée par 63 % des votants.

### Années 2010

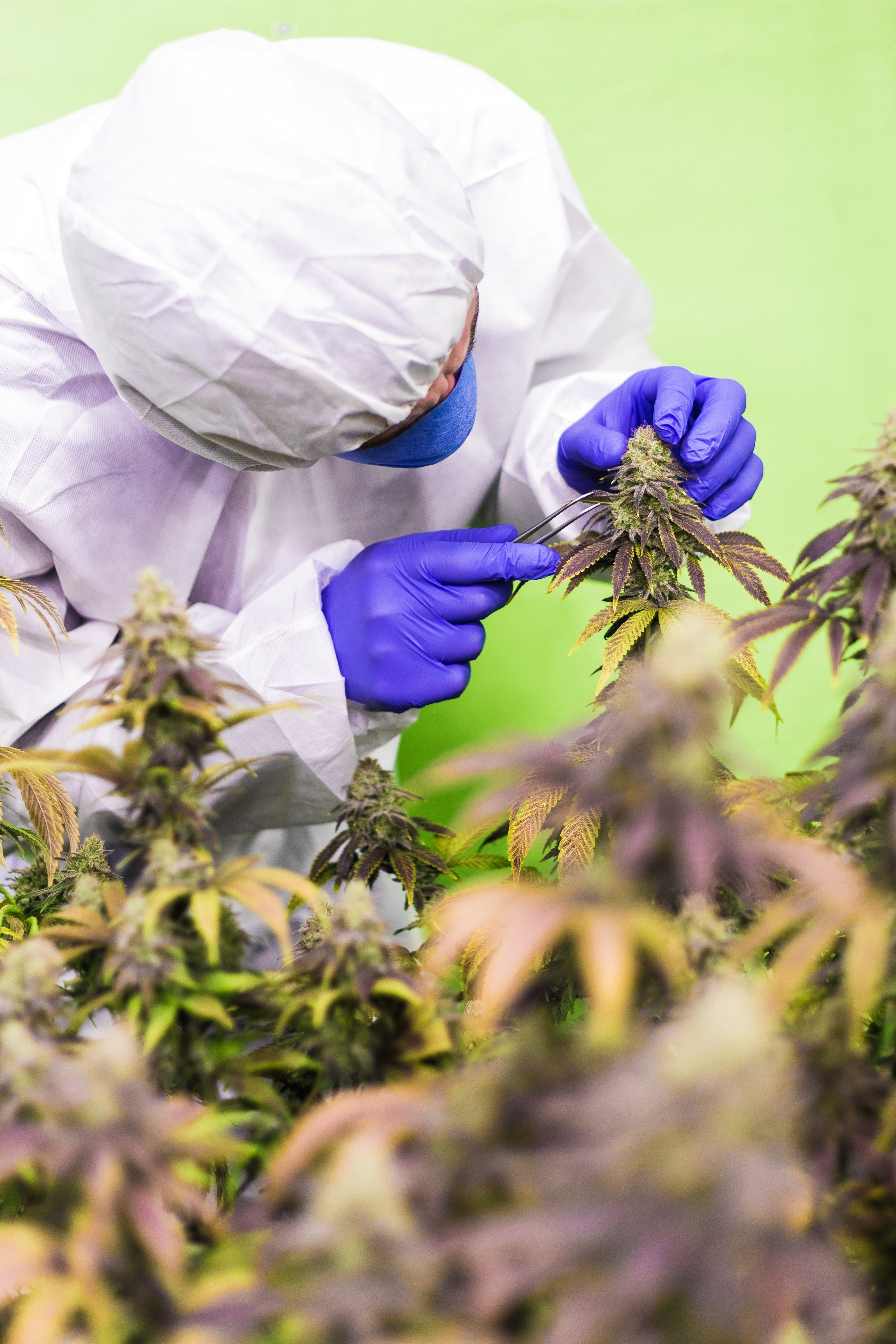
Une culture commerciale de plantes de cannabis « CBD ».

En 2011, lors de la mise à jour de certaines ordonnances d'application de la loi sur les stupéfiants, le taux de THC considéré comme illégal est augmenté de 0,2 % à 1 %. Sans que ce soit anticipé, cela entraine la commercialisation de « cannabis légal » ou « CBD » (avec moins de 1 % de THC).
Le 1er janvier 2012, les cantons de Genève, Vaud, Neuchâtel et Fribourg, adoptent un concordat selon lequel il est possible pour les personnes majeures de librement cultiver quatre plants de chanvre, à condition qu'ils ne soient pas commercialisés Bien sûr, les plantes doivent contenir moins de 1 % de THC. En effet, si elle contiennent plus de 1,0 % de THC, les plantes sont considérées comme des stupéfiants, et leur possession devient interdite. Cette disposition a été annulée par le Tribunal fédéral le 5 octobre 2012, pour violation de la règle de primauté du droit fédéral sur le droit cantonal. La culture privée de chanvre reste donc interdite en Suisse.
Le 20 septembre 2012, l'Assemblée fédérale, après le vote du Conseil national (chambre basse), a accepté la modification de la loi de telle sorte que :
- Toute personne interpellée pour détention de moins de 10 g n'est plus poursuivie pénalement ;
- Et ces personnes feront l'objet d'une amende de 100 francs[11],[12]. Cette loi fut valable de 2013 à 2018[réf. nécessaire].

En 2017, le Tribunal fédéral retire la possibilité de sanctionner la possession de moins de 10 grammes. Les amendes d'ordre restent valable pour la consommation (mais pas pour la possession).

### Années 2020
En 2024, l'association « Legalize it » a commencé à récolter des signatures pour une initiative populaire visant à légaliser la consommation de cannabis. Le texte propose d'ajouter dans la Constitution un article 105a qui légalise la consommation personnelle de cannabis à condition d'être majeur,.
En octobre 2024, la loi sur les produits du tabac entre en vigueur. Elle inclus notamment les produits à fumer à base de plante, dont le « cannabis légal ».

## Essais pilotes
Une modification de la loi sur les stupéfiants est entrée en vigueur le 15 mai 2021, complétée par une ordonnance sur les essais pilotes. Elle autorise la réalisation d’essais avec remise de cannabis à des fins récréatives (c'est-à-dire non-médicales). L’objectif de ces études est de fournir une base scientifique aux futures décisions. La consommation à des fins médicales sur ordonnance n’est pas concernée par ces essais.
Peuvent participer aux essais pilotes les personnes qui :
- sont majeures et capables de discernement ;
- peuvent prouver qu’elles consomment déjà du cannabis ;
- sont domiciliées dans le canton où a lieu l’essai pilote auquel elles prennent part ;
- acceptent les conditions de l’étude scientifique et donnent leur consentement écrit pour participer à l’essai pilote.

Sont exclues les personnes qui :
- sont mineures ou incapables de discernement ;
- sont enceintes ou qui allaitent un enfant ;
- sont atteintes d’une maladie diagnostiquée médicalement et pour laquelle la consommation de cannabis est contre-indiquée[16].

Il est possible au participants d’acheter des produits non transformés tels que des fleurs de cannabis, mais aussi des produits transformés tels que du haschisch ou des extraits de cannabis. Il est également possible de acheter des produits mélangés à des additifs comme des solutions contenant du cannabis. Ces produits cannabiques peuvent être destinés à être fumés, inhalés, vaporisés, bus ou mangés (p. ex. edibles). Afin de protéger la santé des participants, des exigences qualitatives strictes s’appliquent aux produits remis. Ainsi, ces derniers doivent si possible provenir de l’agriculture biologique et ne doivent pas contenir d’impuretés telles que des pesticides en quantités dangereuses pour la santé.

## Législation en vigueur
Tout cannabis contenant plus de 1 % de THC est considéré comme un stupéfiant au niveau fédéral. Ainsi, d'après la loi fédérale sur les stupéfiants, la possession, la détention, la culture, la fabrication et le commerce de cannabis sont interdits (infraction pénale selon la loi sur les stupéfiants). Ces infractions sont passibles de trois ans de prison ou d'une amende.
Depuis mars 2018, la possession de moins de 10 g de cannabis contenant plus de 1 % de THC n'est plus systématiquement amendable, la police confisque la marchandise et peut donner une amende de 100frcs suivant la législation des divers cantons. Le flagrant délit de consommation, lui, demeure passible d'une amende.
Préparer une petite quantité de cannabis (ne dépassant pas 10g. quotidiennement...) pour sa propre consommation n’est pas punissable. Donner (et non vendre) à un adulte 10 g au maximum pour les consommer avec lui ne l’est pas non plus.
Le commerce fait de manière professionnelle est quant à lui passible de un à trois ans de prison, pouvant être cumulés avec une amende.

## Cannabis «légal»
On entend par cannabis légal, une plante qui contient moins de 1 % de THC, qui n'est donc pas considérée comme un stupéfiant au niveau fédéral. Le cannabis légal constitue par définition une part de l'économie et crée des emplois et même des places d'apprentissage, contrairement au cannabis illégal qui ne se vend que sur le marché noir et qui fait partie le l'économie souterraine. On l'appelle aussi CBD qui est l'acronyme d'un des principes actifs présents dans le chanvre, le cannabidiol.

En février 2017, un aide-mémoire baptisé Vue d’ensemble et aide à l’exécution sur le CBD est publié conjointement par Swissmedic, l'Office fédéral de la santé publique (OFSP), l'Office fédéral de la sécurité alimentaire et des affaires vétérinaires (OSAV) et l'Office fédéral de l'agriculture (OFAG) : 

« Contrairement au THC (tétrahydrocannabinol), le CBD n’est pas régi par la loi sur les stupéfiants, car cette substance n’entraîne pas d’effet psychoactif comparable. Le CBD ne peut pour autant être contenu dans n’importe quelle préparation ou être promu de manière arbitraire. Pour qu’un produit soit légalement autorisé à être mis sur le marché il doit être conforme à la législation suisse qui régit sa mise sur le marché, celle-ci étant déterminée à l’aune de la classification dudit produit. Cet aide-mémoire donne un aperçu des matières premières et des produits contenant du CBD proposés à la vente. Il fait le point sur leur classification et leur mise sur le marché au vu de la législation en vigueur. »

Depuis le 1er août 2022, l'accès au cannabis médical est simplifié en Suisse, avec la prescription sur ordonnance à souche de solutions de THC inférieur à 1%.

### Bases légales
- Loi fédérale sur les stupéfiants et les substances psychotropes (Loi sur les stupéfiants, LStup) du 3 octobre 1951 (état le 1er septembre 2023), RS 812.121.
  - Ordonnance sur le contrôle des stupéfiants (OCStup) du 25 mai 2011 (état le 23 janvier 2023), RS 812.121.1.
  - Ordonnance sur les essais pilotes au sens de la loi sur les stupéfiants (OEPStup) du 31 mars 2021 (état le 15 mai 2021), RS 812.121.5.
  - Ordonnance relative à l’addiction aux stupéfiants et aux autres troubles liés à l’addiction (Ordonnance relative à l’addiction aux stupéfiants, OAStup) du 25 mai 2011 (état le 1er avril 2023), RS 812.121.6.
  - Ordonnance du DFI sur les tableaux des stupéfiants, des substances psychotropes, des précurseurs et des adjuvants chimiques (Ordonnance sur les tableaux des stupéfiants, OTStup-DFI) du 30 mai 2011 (état le 5 novembre 2024), RS 812.121.11.